# Europese kampioenschappen acrobatische gymnastiek 1988
De Europese kampioenschappen acrobatische gymnastiek 1988 waren door International Federation of Sports Acrobatics (IFSA) georganiseerde kampioenschappen voor acrogymnasten. De 9e editie van de Europese kampioenschappen vond plaats in het Belgische Antwerpen. Het was tevens de 8e editie van de wereldkampioenschappen.

## Resultaten

### Tumbling
| Dames      |                    |                    |                    |
| Discipline | Goud               | Zilver             | Brons              |
| Overall    | Maria Dimova       | Philipa Musikant   | Valeria Kis        |
| Salto      | Maria Dimova       | Lioudmila Gromova  | Phillipa Musikant  |
| Rotatie    | Penka Nenova       | Valeria Kis        | Phillipa Musikant  |
| Heren      |                    |                    |                    |
| Discipline | Goud               | Zilver             | Brons              |
| Overall    | Serguei Poguiba    | Yordan Tzintzarski | Pascal Eouzan      |
| Salto      | Yordan Tzintzarski | Krzysztof Wilusz   | Pascal Eouzan      |
| Rotatie    | Serguei Poguiba    | Krzysztof Wilusz   | Yordan Tzintzarski |

### Duo's
| Dames      |                                      |                                              |                                   |
| Discipline | Goud                                 | Zilver                                       | Brons                             |
| Allround   | Milena Datcheva Nikilina Koleva      | Alison Tout Emma Carlisle                    | Petra Wortman Marion Linkewitz    |
| Balans     | Milena Datcheva Nikilina Koleva      | Marina Tkachenko Elena Kandzuba              | Alison Tout Emma Carlisle         |
| Tempo      | Milena Datcheva Nikilina Koleva      | Marina Tkachenko Elena Kandzuba              | Alison Tout Emma Carlisle         |
| Heren      |                                      |                                              |                                   |
| Discipline | Goud                                 | Zilver                                       | Brons                             |
| Allround   | Sergei Tchijevski Valeri Liapunov    | Rumen Latchov Nedialko Nedeltchev            | Robert Wultanski Mariusz Polanski |
| Balans     | Sergei Tchijevski Valeri Liapunov    | Rumen Latchov Nedialko Nedeltchev            | Robert Wultanski Mariusz Polanski |
| Tempo      | Robert Wultanski Mariusz Polanski    | Robert Jilg Alexander Grassman               | Sergei Tchijevski Valeri Liapunov |
| Gemengd    |                                      |                                              |                                   |
| Discipline | Goud                                 | Zilver                                       | Brons                             |
| Allround   | Miglena Batcheva Svetlosar Jeltaskov | Svetlana Makhalitcheva Evgueni Makhalitcheva | Magdalena Cyran Tomasz Smiela     |
| Balans     | Miglena Batcheva Svetlosar Jeltaskov | Svetlana Makhalitcheva Evgueni Makhalitcheva | Magdalena Cyran Tomasz Smiela     |
| Tempo      | Miglena Batcheva Svetlosar Jeltaskov | Svetlana Makhalitcheva Evgueni Makhalitcheva | Magdalena Cyran Tomasz Smiela     |

### Groep
| Dames      |                                                                  |                                                               |                                                               |
| Discipline | Goud                                                             | Zilver                                                        | Brons                                                         |
| Allround   | Natalia Ancimova Inga Guirgobani Svetlana Makaritcheva           | Boyana Angelova Stefka Barakova Argira Kurdjaleva             | Mariska Willems An Van Maldeghem Els De Jaeger                |
| Balans     | Natalia Ancimova Inga Guirgobani Svetlana Makaritcheva           | Boyana Angelova Stefka Barakova Argira Kurdjaleva             | Dorota Klepacka Dorota Laskowska Kamila Zapytowska            |
| Tempo      | Natalia Ancimova Inga Guirgobani Svetlana Makaritcheva           | Boyana Angelova Stefka Barakova Argira Kurdjaleva             | Dorota Klepacka Dorota Laskowska Kamila Zapytowska            |
| Heren      |                                                                  |                                                               |                                                               |
| Discipline | Goud                                                             | Zilver                                                        | Brons                                                         |
| Allround   | Viktor Kouralesov Viktor Bistrov Vladimir Simonov Kaliz Izmailov | Feodor Tzvetkov Ivan Panaiotov Stanimir Sotirov Milen Trenkov | Peter Schmidt Lutz Hilker Slavek Halada Stefan Hoffman        |
| Balans     | Viktor Kouralesov Viktor Bistrov Vladimir Simonov Kaliz Izmailov | Peter Schmidt Lutz Hilker Slavek Halada Stefan Hoffman        | Piotr Nowak Grzegorz Godzwon Grzegorz Bielec Krzysztof Brudny |
| Tempo      | Viktor Kouralesov Viktor Bistrov Vladimir Simonov Kaliz Izmailov | Piotr Nowak Grzegorz Godzwon Grzegorz Bielec Krzysztof Brudny | Peter Schmidt Lutz Hilker Slavek Halada Stefan Hoffman        |

1978 ·
1979 ·
1980 ·
1982 ·
1984 ·
1985 ·
1986 ·
1987 ·
1988 ·
1989 ·
1990 ·
1991 ·
1992 ·
1993 ·
1994 ·
1995 ·
1996 ·
1997 ·
1999 ·
2001 ·
2003 ·
2005 ·
2007 ·
2009 ·
2011 ·
2013 ·
2015 ·
2017 ·
2019 ·
2021 ·